# Jayat
Jayat ist eine französische Gemeinde mit 1.276 Einwohnern (Stand: 1. Januar 2022) im Département Ain in der Region Auvergne-Rhône-Alpes. Sie gehört zum Kanton Attignat im Arrondissement Bourg-en-Bresse. Die Einwohner werden Jayatis genannt.

## Geographie
Die Gemeinde Jayat liegt in der Bresse, etwa 19 Kilometer nordnordwestlich von Bourg-en-Bresse und etwa 23 Kilometer ostnordöstlich der Stadt Mâcon. An der östlichen Gemeindegrenze verläuft der Fluss Reyssouze, an der westlichen sein Zufluss Reyssouzet. Umgeben wird Jayat von den Nachbargemeinden Saint-Julien-sur-Reyssouze im Norden, Lescheroux im Nordosten, Foissiat im Osten, Malafretaz im Südosten, Montrevel-en-Bresse im Süden, Marsonnas im Südwesten sowie Saint-Jean-sur-Reyssouze im Westen und Nordwesten.

## Bevölkerungsentwicklung
| Jahr                       | 1962 | 1968 | 1975 | 1982 | 1990 | 1999 | 2006 | 2013 | 2021 |
| Einwohner                  | 758  | 713  | 698  | 681  | 650  | 773  | 937  | 1099 | 1259 |
| Quellen: Cassini und INSEE |      |      |      |      |      |      |      |      |      |

## Sehenswürdigkeiten
- Kirche Notre-Dame-de-l'Assomption aus dem 19. Jahrhundert
- zwei Wassermühlen
- Wasserturm

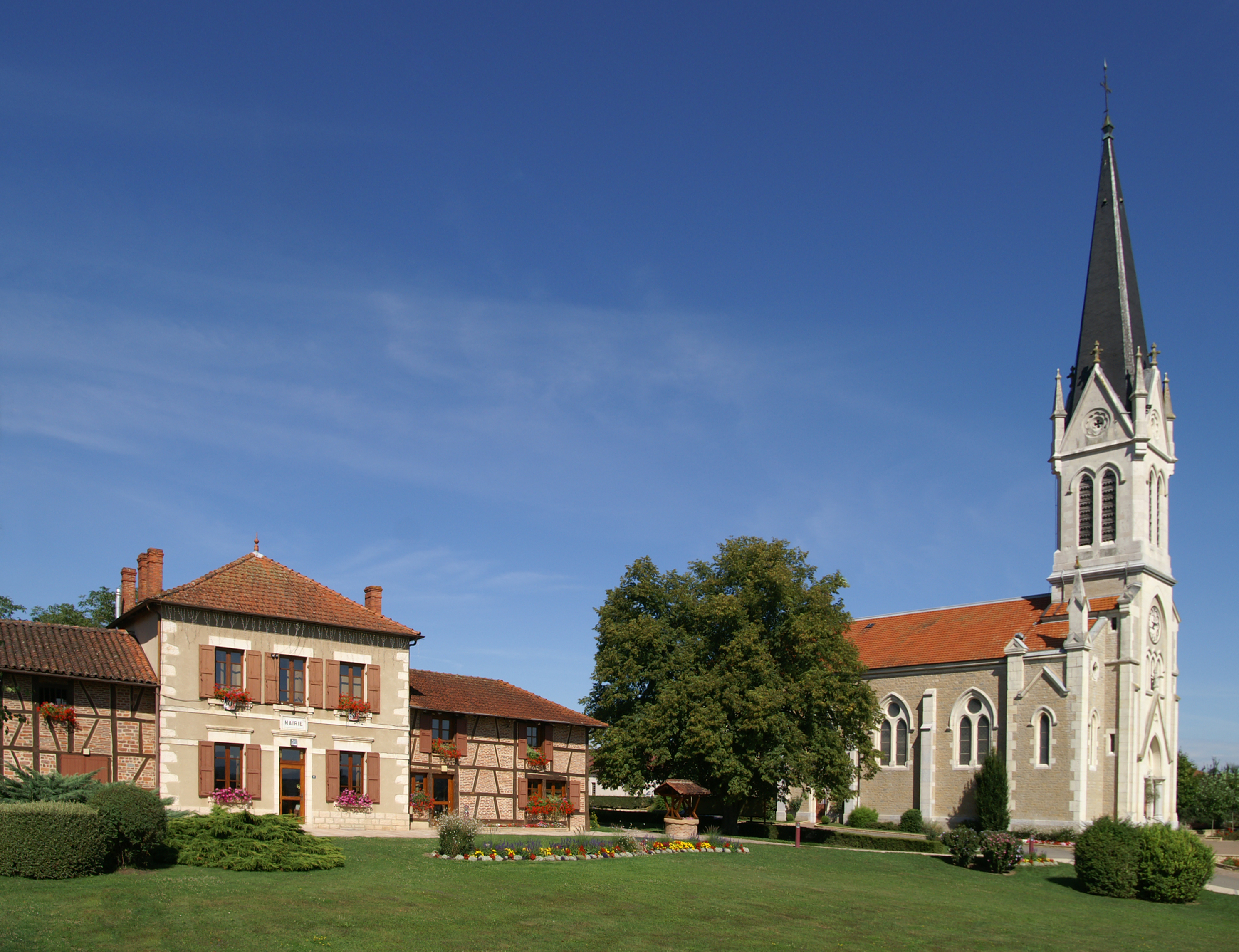
Kirche Notre-Dame-de-l'Assomption
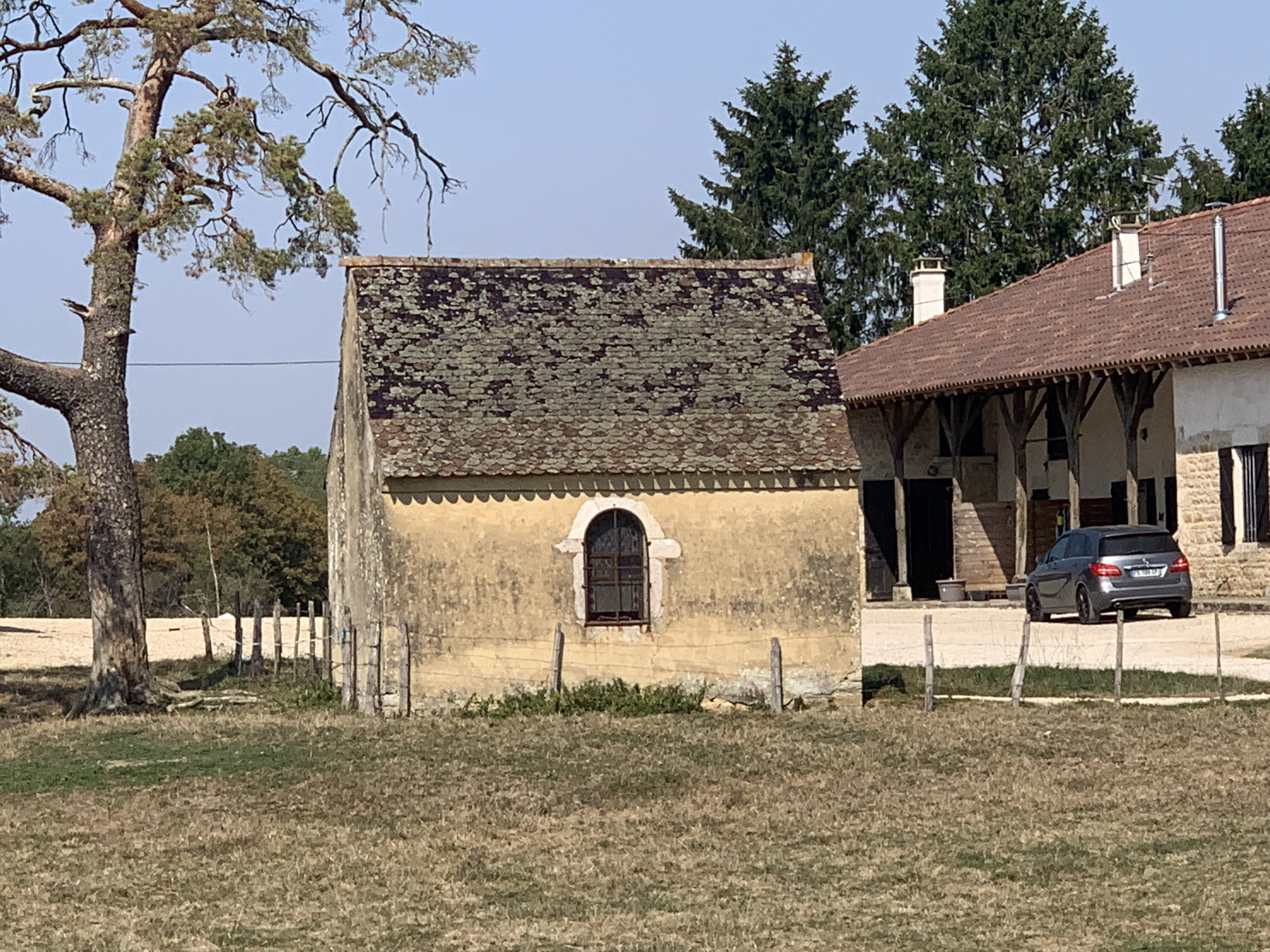
Kapelle Saint-Garadeux im Ortsteil Loëze
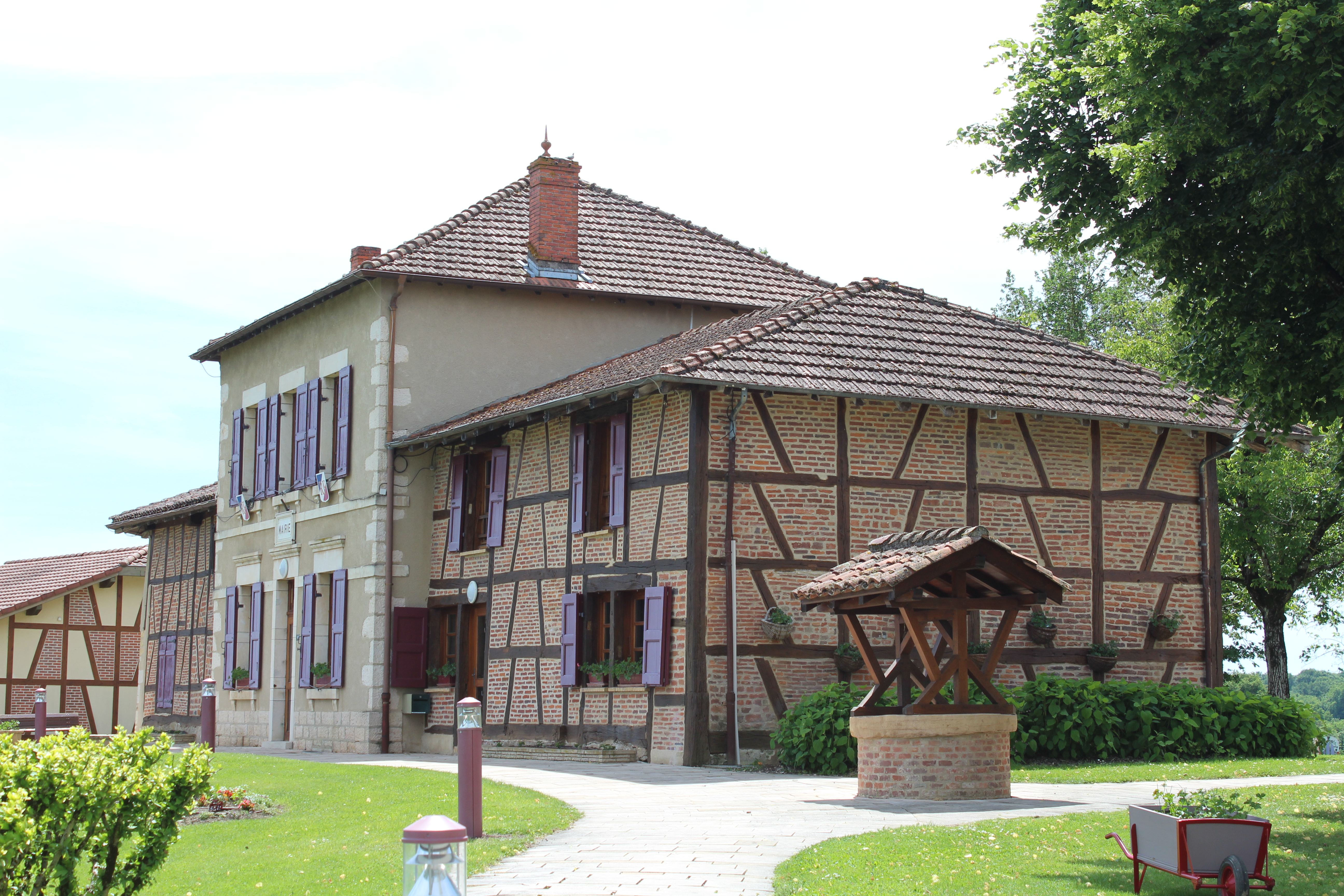
Rathaus (mairie)
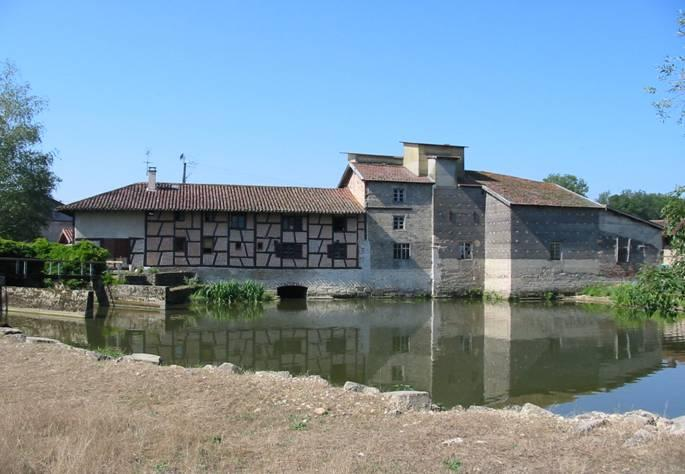
Wassermühle Bruno
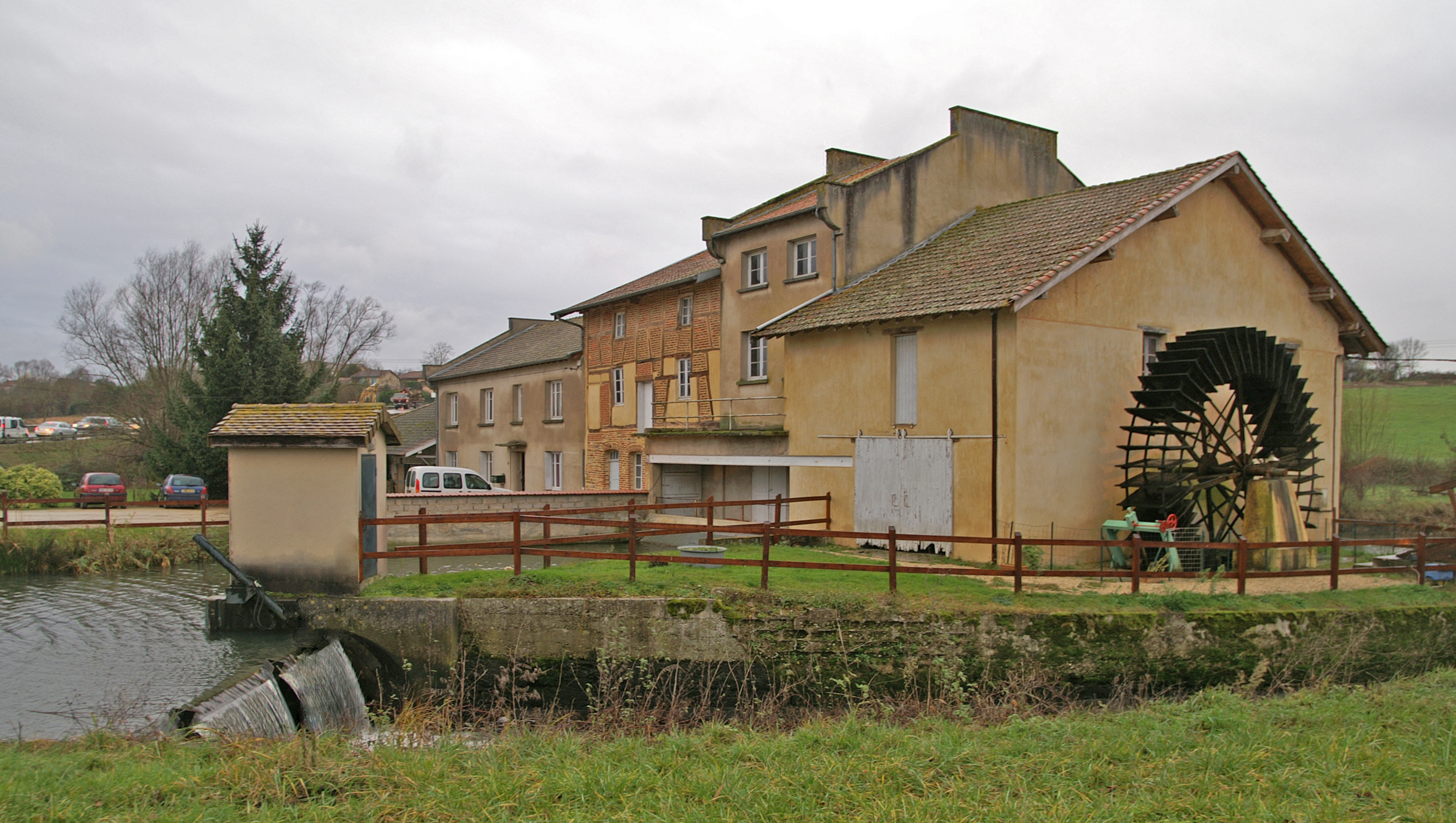
Wassermühle Gaud
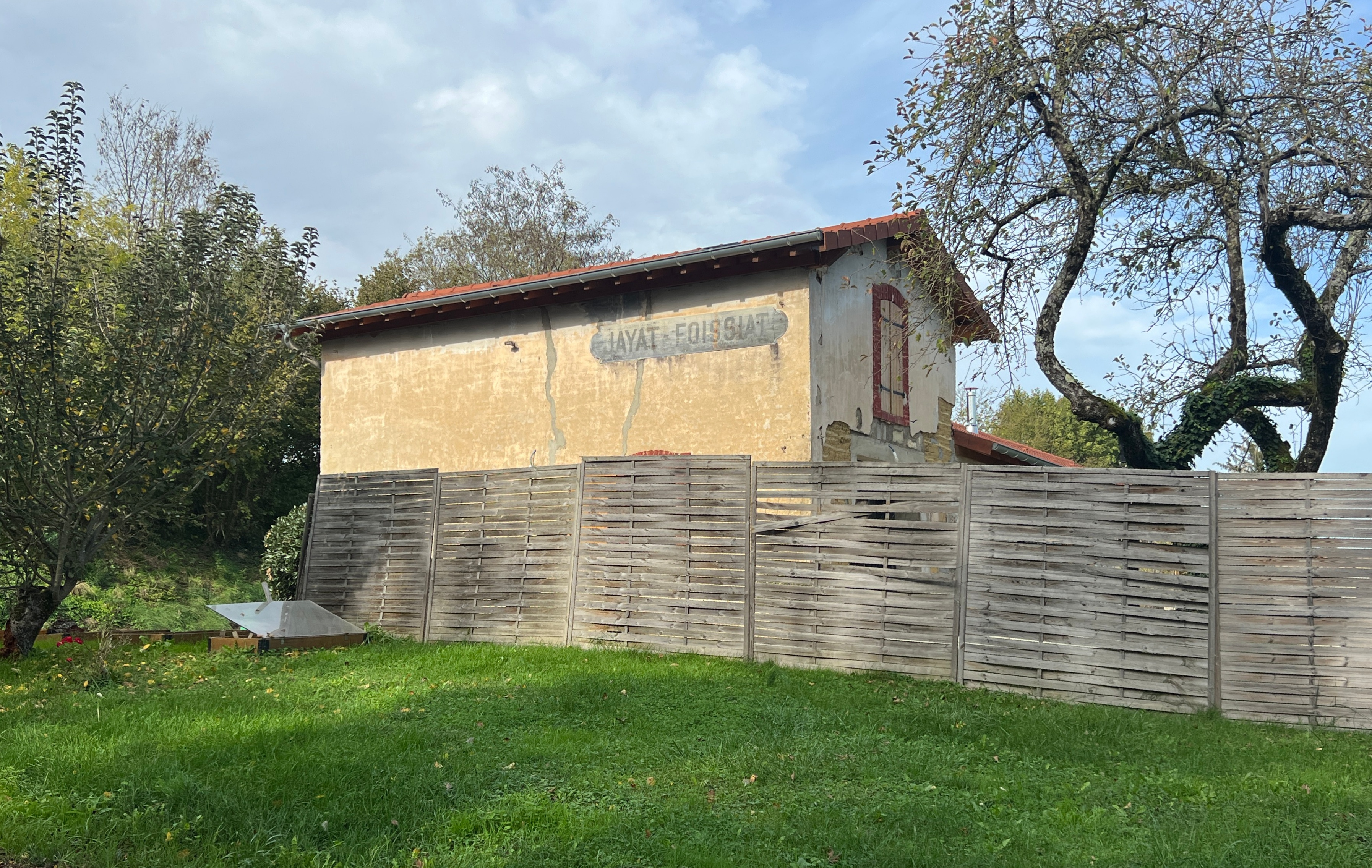
Ehemaliger Bahnhof Foissiat - Jayat
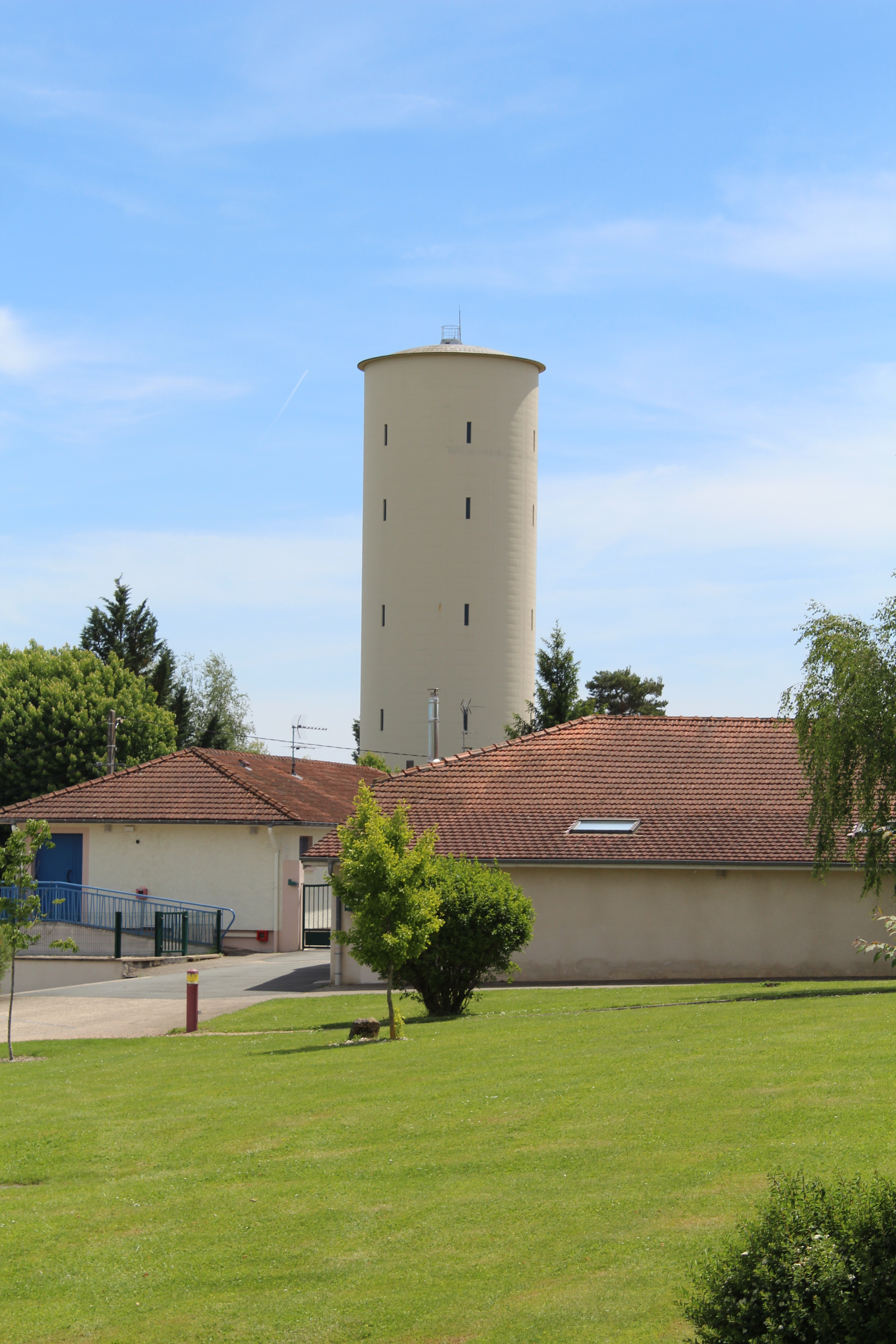
Wasserturm
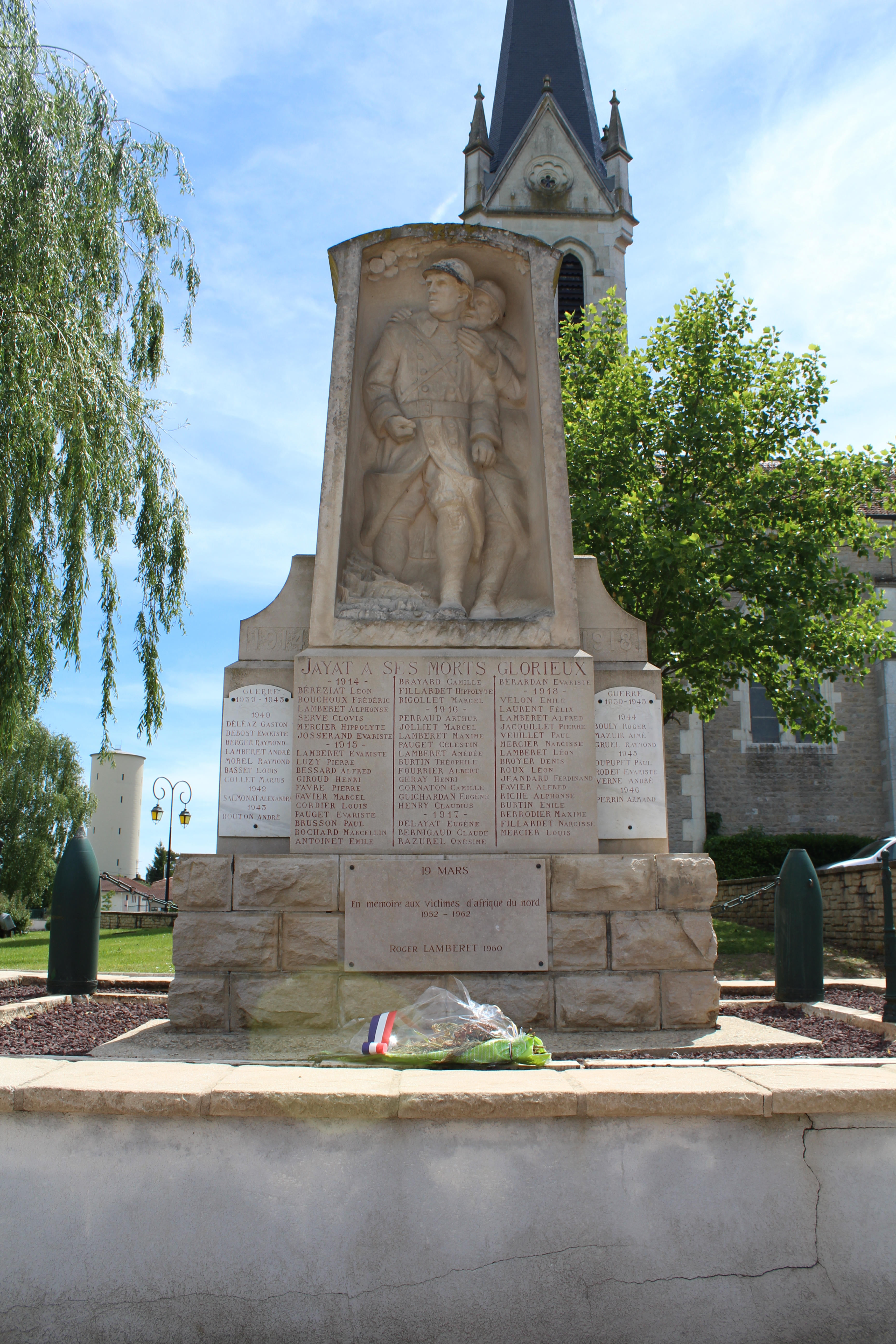
Gefallenendenkmal